# کولیوان (سرزمین آلتای)

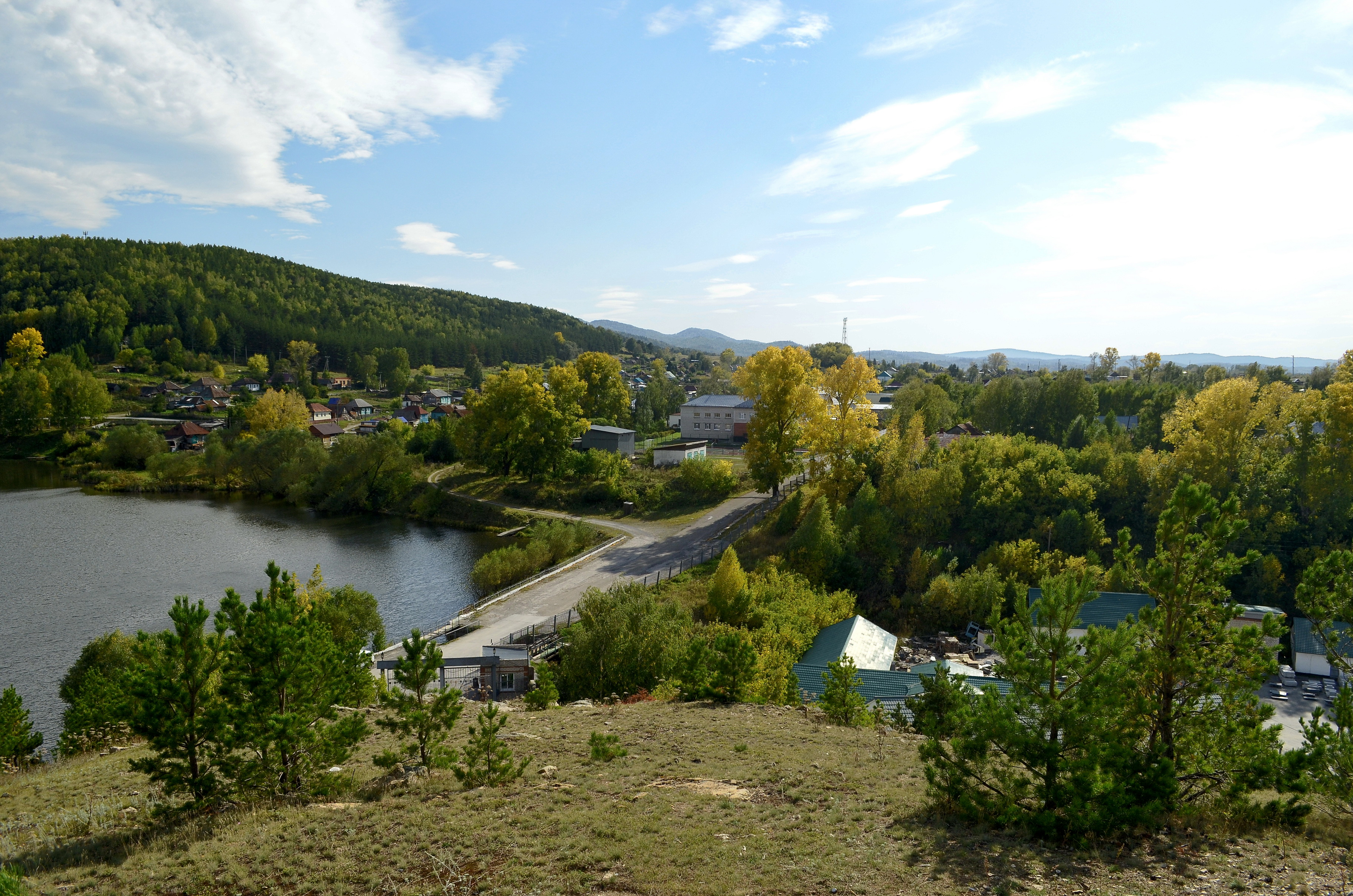
نمایی از منطقه مسکونی کولیوان در سرزمین آلتای – ۲۰۲۱

کولیوان (روسی: Колыва́нь) یک منطقهٔ مسکونی در روسیه است که در سرزمین آلتای واقع شده‌است.